# José Lewgoy
José Lewgoy, né le 16 novembre 1920 à Veranópolis, dans le Rio Grande do Sul, et mort le 10 février 2003  à Rio de Janeiro, est un acteur américano-brésilien de cinéma, de télévision, et de théâtre.

## Filmographie partielle

### Au cinéma
- 1957 : S.O.S. Noronha de Georges Rouquier : Pratinho
- 1967 : Terre en transe (Terra em Transe), de Glauber Rocha : Dom Felipe Vieira
- 1982 : Fitzcarraldo de Werner Herzog : Don Aquilino
- 1985 : Le Baiser de la femme araignée (Beijo da mulher aranha), d'Hector Babenco : Leni/Marta/La femme araignée
- 1987 : Cobra Verde de Werner Herzog : Don Octavio Coutinho
- 1988 : Pleine lune sur Parador (Moon over Parador), de Paul Mazursky : Archbishop

### À la télévision
- 1978-1979 : Dancin' Days (feuilleton télévisé)
- 1985 : Le Temps et le Vent (mini-série)